# Gustav von Conring
Gustav Ernst Georg von Conring (ur. 26 października 1825 w Łobzie, zm. 4 października 1898 w Hamburgu) – pruski generał-porucznik, dowódca 61. Brygady Piechoty (61. Infanterie-Brigade).

## Rodzina
Gustav był synem właściciela ziemskiego Justusa von Conringa (1792-1880), matką była Karoline, z domu von der Lühe (1801-1883). Rodzice byli właścicielami majątku ziemskiego we wsi Czachowo. Jego młodszym bratem był urodzony w tej wsi pruski generał-major Enno von Conring (1829–1886). Gustaw Conring poślubił Karolinę von der Lühe (1830–1906) w Schwerinie 12 kwietnia 1853 r. Miał dwoje dzieci. Córka Ida (1855–1928) była pisarką i opiekunką domu rekonwalescentów, który założyła w Groß Borstel, syn Hermann był podpułkownikiem.

## Kariera wojskowa
- Ukończył gimnazjum w Szczecinie i Rostocku
- absolwent wojskowego instytutu szkoleniowego w Schwerinie
- W czerwcu 1845 przydzielony do batalionu grenadierów i awansowany na sierżanta
- W listopadzie 1845 awansowany do stopnia podporucznika
- W kwietniu 1849 ponownie przydzielony do grenadierów
- Bierze udział w walkach podczas stłumienia rewolucji badeńskiej
- W 1850 w celach szkoleniowych został skierowany do fabryki karabinów w Suhl
- W październiku 1851 roku został przeniesiony do batalionu Jäger i awansowany na porucznika
- Od października 1855 do kwietnia 1856 Conring został przydzielony do szkoły dywizji jako nadzorca
- W grudniu 1858 został dowódcą kompanii, awansując na kapitana
- Bierze udział w wojnie prusko-austriackiej
- We wrześniu 1867 awansowany na majora
- W marcu 1869, kiedy został przeniesiony do 3. Pułku Grenadierów Wschodnich Prus nr 4, został mianowany dowódcą 2. Batalionu w Gdańsku
- Bierze udział w wojnie francusko-pruskiej
- Ciężko ranny w bitwie pod Amiens
- Odznaczony Krzyżem Żelaznym i Meklemburskim Krzyżem Zasługi Wojskowej
- W marcu 1873 awansował na podpułkownika
- W latach 1873–1881 był dowódcą hanowerskiego pułku fizylierów nr 73, w międzyczasie awansowany do stopnia pułkownika
- W 1881 awansowany na dowódcę brygady piechoty
- W październiku 1883 wraz z odznaczeniem Order Orła Czerwonego II klasy z liśćmi dębu, został przeniesiony na emeryturę
- W 1895 cesarz Wilhelm II awansował go do stopnia generała porucznika z okazji 25. rocznicy bitwy pod Amiens.